# Mörschwil
Mörschwil (toponimo tedesco) è un comune svizzero di 3 662 abitanti del Canton San Gallo, nel distretto di Rorschach.

## Geografia fisica

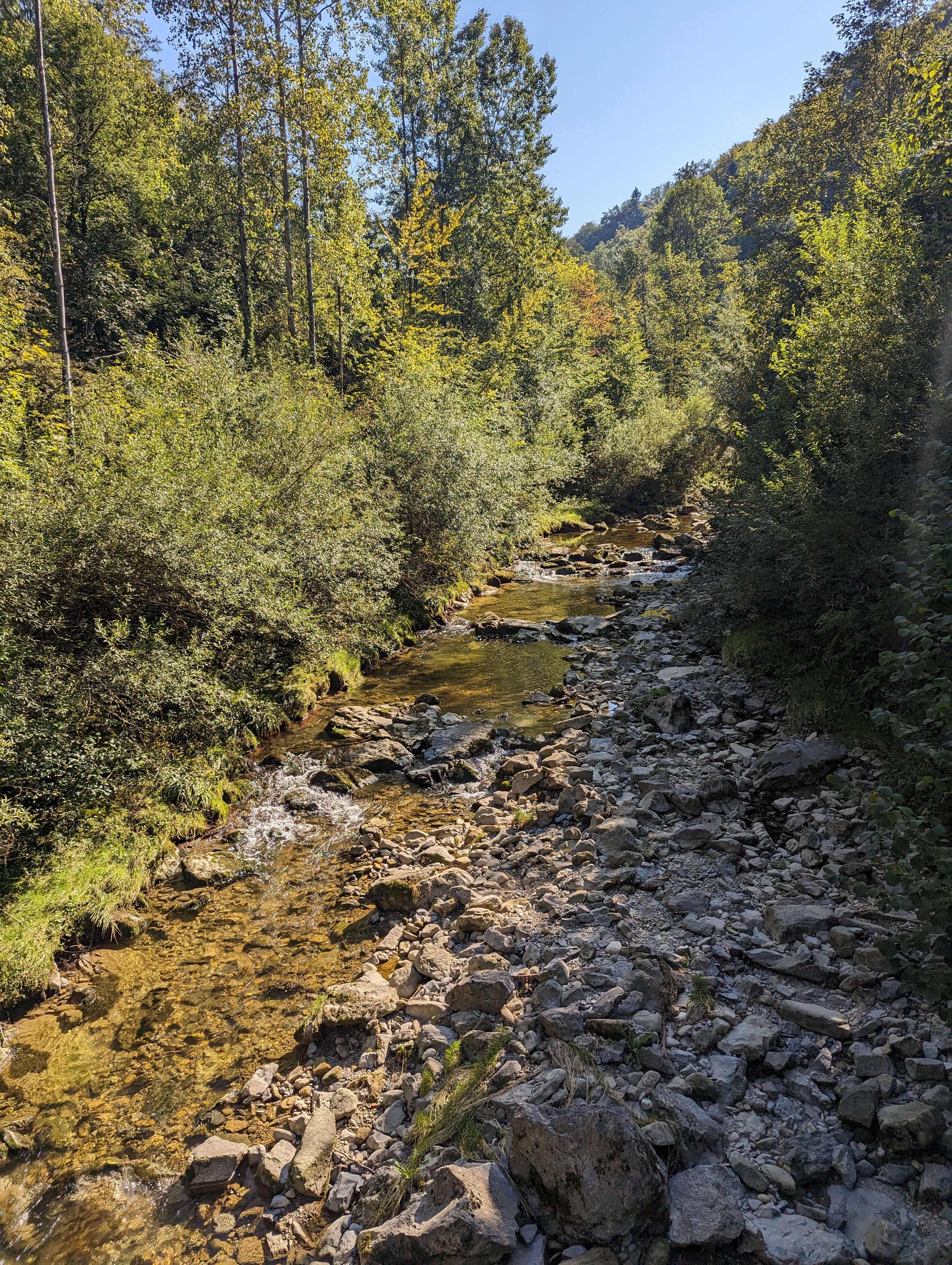
Lo Steinach presso Mörschwil

Il territorio di Mörschwil si estende sulle alture che sorgono presso la sponda sudorientale del lago di Costanza, tra i fiumi Goldach e Steinach.

## Storia
Il comune politico di Mörschwil è stato istituito nel 1803; dal suo territorio nel 1826 fu scorporata la località di Goldach, divenuta comune autonomo.

## Monumenti e luoghi d'interesse
- Chiesa parrocchiale cattolica di San Giovanni Battista, eretta nel 1699-1704 in stile barocco in luogo di una precedente cappella risalente al 1510[3].

## Società

### Evoluzione demografica
L'evoluzione demografica è riportata nella seguente tabella:
Abitanti censiti

## Geografia antropica

### Frazioni
Tra le frazioni di Mörschwil figurano:
- Engwil
- Lehn
- Horchental
- Hub
- Stag

## Economia
L'economia locale si basa prevalentemente sull'agricoltura e sul pendolarismo in uscita.

## Infrastrutture e trasporti

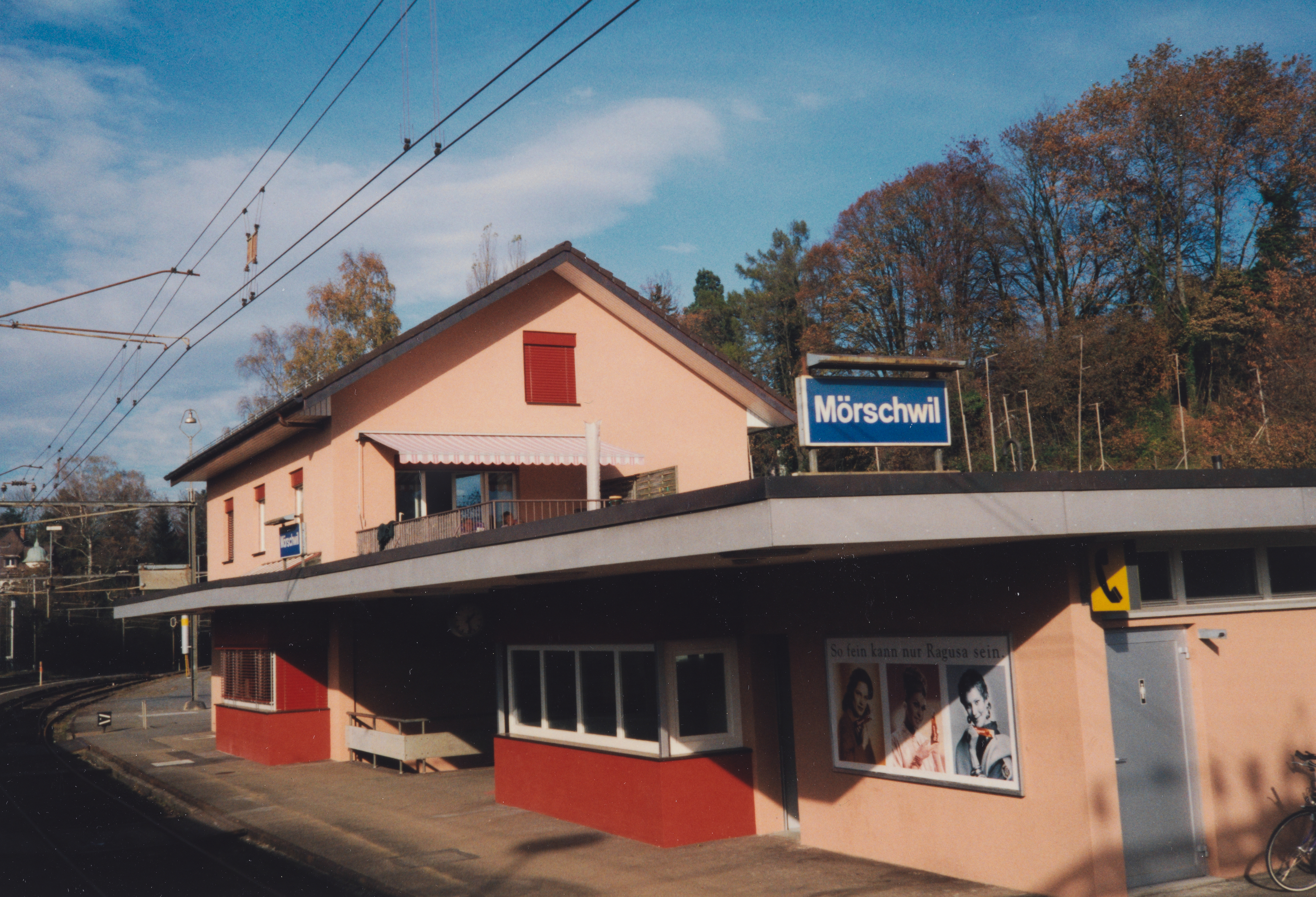
La stazione di Mörschwil

Mörschwil è attraversato dalle strade principali 7 e 452 ed è servito dall'omonima stazione sulla ferrovia Rorschach-San Gallo (linee S2, S3, S4 della rete celere di San Gallo).